# جولین لامی
جولین لامی (انگلیسی: Julien Lamy؛ زادهٔ ۶ نوامبر ۱۹۹۹) بازیکن فوتبال است.
از باشگاه‌هایی که در آن بازی کرده‌است می‌توان به باشگاه فوتبال روترهام یونایتد اشاره کرد.